# Cervantes (serie de televisión)
Cervantes es una serie española de televisión, emitida por TVE en 1981.

## Argumento
La serie narra la vida del más importante de los escritores en lengua castellana, Miguel de Cervantes y Saavedra, autor del inmortal Don Quijote de la Mancha a lo largo de 47 años. Cuando Cervantes es ya un anciano enfermo y olvidado, entra en su vida un joven licenciado, admirador de su obra, que se propone recuperar la dignidad del insigne escritor solicitando para él una pensión al propio rey de España. A partir de ese momento, el personaje va rememorando los momentos más importantes de su agitada vida.

## Curiosidades
- La supervisión de los guiones corrió a cargo del académico de la lengua y Premio Nobel, Camilo José Cela.
- El presupuesto de la serie fue uno de los mayores en las producciones de TVE hasta el momento, alcanzando los 140 millones de pesetas.
- Para la grabación se contrató a 3000 extras y se rodó en más de 110 escenarios naturales a lo largo de tres años. Entre ellos, Madrid, Cáceres, Aranjuez, Toledo, Alcalá de Henares, Arévalo, Granada, Peñaranda de Duero, Sigüenza, Pedraza y Baeza.[3]

## Reparto
- Julián Mateos ... Miguel de Cervantes

| - Carlos Lucena. - Carmen Maura ... Costanza Cervantes - Manuel Alexandre ... Cardenal Cervantes - Francisco Algora ... Ginés - Ofelia Angélica - Imanol Arias ... Cardenal Aquaviva - Enric Arredondo ...Vicente Espinel - Miguel Ayones ... Juan de Austria - Pedro Beltrán - José Pedro Carrión - Laura Cepeda ... Zoraida - María Elena Flores - Mario Gas ... Heredia - Julio Gavilanes - Concha Grégori - Carlos Hipólito - Ricardo Lucía ... Lope de Vega - Luis Marín - Manuel Guitián | - Daniel Martín - Ana Marzoa ... Catalina - Alejandro Massó - Isabel Mestres ... Silena - Chema Muñoz ... Licenciado - Juan José Otegui - Marisa Paredes ... Ama Franca - Pape Pérez - María Luisa Ponte - José Manuel Cervino - Josep Maria Pou ... Mateo Vázquez - Francisco Rabal ... Mateo Alemán - Julieta Serrano ... Andrea Cervantes - Jack Taylor - Francisco Vidal - Walter Vidarte - Manuel Zarzo ... Capitán Centellas - Agustín González ... Luis de Gongora - Antonio Casas |

## Ficha técnica
- Dirección: Alfonso Ungría
- Guiones: Eugenio Martín, Manolo Matji, Isaac Montero, Daniel Sueiro.
- Montaje: Julio Peña.
- Música Original: Antón García Abril.
- Sonido: Manuel Rubio.